# Quatorzième législature du Riigikogu

Composition du XIVe Riigikogu
Parti de la réforme : 34 sièges
Parti du centre : 26 sièges
Parti populaire conservateur : 19 sièges
Isamaa : 12 sièges
Parti social-démocrate : 10 sièges

Cet article liste les députés élus pour le quatorzième Riigikogu, le parlement estonien. L'élection a eu lieu le 3 mars 2019.

## Liste des 101 élus

### Parti de la réforme (REF)
- Arto Aas
- Annely Akkermann
- Yoko Alender
- Jüri Jaanson
- Kaja Kallas
- Siim Kallas
- Liina Kersna
- Johannes Kert
- Signe Kivi
- Toomas Kivimägi
- Urmas Klaas
- Heiki Kranich
- Eerik-Niiles Kross
- Urmas Kruuse
- Ants Laaneots
- Kalle Laanet
- Maris Lauri
- Jürgen Ligi
- Kristen Michal
- Marko Mihkelson
- Madis Milling
- Urmas Paet
- Kalle Palling
- Keit Pentus-Rosimannus
- Hanno Pevkur
- Heidy Purga
- Valdo Randpere
- Taavi Rõivas
- Andrus Seeme
- Andres Sutt
- Aivar Sõerd
- Kristina Šmigun-Vähi
- Urve Tiidus
- Vilja Toomast

### Parti du centre (KESK)
- Jaak Aab,
- Taavi Aas,
- Vladimir Arhipov,
- Vadim Belobrovtsev,
- Enn Eesmaa,
- Maria Jufereva-Skuratovski,
- Marek Jürgenson,
- Raimond Kaljulaid,
- Kalev Kallo,
- Jaanus Karilaid,
- Mihhail Korb,
- Siret Kotka-Repinski,
- Mihhail Kõlvart,
- Lauri Laats,
- Aadu Must,
- Anneli Ott,
- Jüri Ratas,
- Martin Repinski,
- Mailis Reps,
- Kersti Sarapuu,
- Kadri Simson,
- Mihhail Stalnuhhin,
- Vladimir Svet,
- Tarmo Tamm,
- Yana Toom
- Marika Tuus-Laul

### Parti populaire conservateur (EKRE)
- Merry Aart,
- Riho Breivel,
- Peeter Ernits,
- Helle-Moonika Helme,
- Mart Helme,
- Martin Helme,
- Ruuben Kaalep,
- Uno Kaskpeit,
- Kert Kingo,
- Rene Kokk,
- Leo Kunnas,
- Alar Laneman,
- Jaak Madison,
- Siim Pohlak,
- Anti Poolamets,
- Paul Puustusmaa,
- Henn Põlluaas,
- Urmas Reitelmann
- Jaak Valge

### Isamaa (I)
- Aivar Kokk,
- Tarmo Kruusimäe,
- Viktoria Ladõnskaja-Kubits,
- Jüri Luik,
- Tõnis Lukas,
- Andres Metsoja,
- Urmas Reinsalu,
- Üllar Saaremäe,
- Helir-Valdor Seeder,
- Sven Sester,
- Priit Sibul
- Raivo Tamm

### Parti social-démocrate (SDE)
- Marina Kaljurand,
- Kalvi Kõva,
- Helmen Kütt,
- Sven Mikser,
- Jevgeni Ossinovski,
- Ivari Padar,
- Heljo Pikhof,
- Katri Raik,
- Indrek Saar
- Riina Sikkut